# ベシク・クドゥホフ
ベシク・クドゥホフ（ロシア語:Бесик Серодинович Кудухов、ローマ字: Besik Kudukhov、1986年8月15日 - 2013年12月29日）は、ロシアのレスリング選手。2008年北京オリンピックレスリングフリースタイル55kg級の銅メダリストである。2012年ロンドンオリンピックでは60kg級で銀メダルを獲得した。

## 人物
2007年の世界選手権55kg級で優勝するも、北京オリンピックでは準決勝で日本の松永共広に敗れて3位だった。なお、この試合では松永の左頬骨に噛み付いてきたが、審判はそれに気付かなかった。
2013年12月29日、モスクワの南方約1000kmのアルマビルの高速道路で交通事故に遭い、死去。享年27歳。
2016年国際オリンピック委員会のドーピング再検査で違反が判明したが、クドゥホフが死去しているため処分の手続きが中止された。

## 実績
- オリンピック
  - 2008年北京オリンピック　銅メダル
  - 2012年ロンドンオリンピック　銀メダル
- 世界選手権
  - 優勝　2007年
  - 2位　2006年
- ヨーロッパ選手権
  - 優勝　2007年